# Pokolj u Voćinu 1942.
Pokolj stanovnika sela Kometnik pokraj Voćina u Slavoniji, izvršili su ustaše iz Slatine i ostalih slavonskih gradova nad srpskim civilnim stanovništvom 13. i 14. siječnja 1942. u obližnjem Voćinu. Toga dana pobijeno je oko 200 muškaraca iz Kometnika i susjednog zaseoka Dobrić. Ovaj zločin predstavlja jedan od prvih masovnih zločina ustaša nad cjelokupnim stanovništvom nekog seoskog naselja u Slavoniji.

## Geografski položaj
Selo Kometnik smješteno je 3 km od Voćina, na sjeverozapadnim obroncima planine Papuk, na prostoru nekadašnje općine/kotara Podravska Slatina u Republici Hrvatskoj. Selo je bilo nastanjeno srpskim stanovništvom još u doba osmanske vladavine Slavonijom. Selo je poznato i pod nazivima dva zaseoka: Kometnik-Zubići i Kometnik-Jorgići.

## Zločin u Voćinu
Zločin nad stanovništvom Kometnika 13.-14. siječnja 1942. posljedica je okršaja između partizana i ustaša u ovom selu koji se dogodio prethodnog dana, kada je poginula petorica ustaša prilikom ustaškog napada na partizansku četu koja je došla u selo. Kako bi iskalili bijes zbog pogibije svojih suboraca i kako bi zastrašili lokalno srpsko stanovništvo da ne podržava partizane, ustaše su odlučili izvršiti zločin nad stanovništvom sela Kometnik i obližnjeg zaseoka Dobrić.
Još istog dana započele su pripreme za odmazdu nad nedužnim stanovništvom Kometnika. Lokalni ustaše su dobili pojačanje iz Osijeka, Valpova i Belišća (oko 300 ustaša). Sutradan su ustaše ušli u selo u kome nije bilo naoružanih stanovnika s obzirom da su se partizani povukli kako bi izbjegli vjerojatan poraz u sukobu sa daleko brojnijim ustaškim snagama. Ustaše su znali da ulaze u selo u kome nema naoružanih lica i da partizanska četa sa kojom su se sukobili nije bila sastavljena od stanovnika Kometnika već uglavnom od stanovnika sela Lisičine. Naime, borci ove čete pokušali su se preko Kometnika domoći planine Papuk gdje bi se spojili s tamošnjim partizanima.
Na licu mjesta, u selu Kometnik, ubijeno je oko 28 stanovnika, dok su ostali stanovnici istjerani iz sela. Muškarci iz Kometnika i Dobrića (174 iz prvog i 32 iz drugog sela) otjerani su u improvizirani zatvor u Voćinu, dok su žene sa djecom (spominje se broj od 190) odvedene u Zdence, selo između Slatine i Našica, gdje su izolirane u privremenom logoru. Nakon odvođenja stanovništva, njihova cjelokupna imovina je opljačkana.
O tome što se događalo s muškarcima zatvorenima u Voćinu, svjedočio je 1946. preživjeli stanovnik Kometnika Nedeljko Jorgić. On je svjedočio da se u podrumu od nedostatka zraka ugušilo oko 25 zatočenika, a da su ostali ubijeni iz pušaka 14. siječnja 1942. nakon izvođenja iz podruma ispred općinske zgrade. On i još sedmorica zatočenika nisu ubijeni jer su ostavljeni da pokopavaju ubijene susjede.
Prema njegovom svjedočenju, ustaše uopće nisu proveli bilo kakvu istragu prije zločina kako bi utvrdili je li netko od uhićenih seljaka sudjelovao u borbi.
Prema podacima Zemaljske komisije za utvrđivanje zločina okupatora i njegovih pomagača utvrđena su imena 175 stradala stanovnika Kometnika 13.-14. siječnja 1942. godine. Ovaj popis nije konačan. Zatočene žene sa djecom su nakon određenog vremena puštene iz privremenog logora u Zdencima i vraćene su kućama.
Najznačajnija posljedica ovog zločina bila je sve veće omasovljenje partizanskog pokreta na području Voćina i Podravske Slatine. Vlasti NDH postigle su upravo tim pokoljem suprotan efekt od željenog. Iako 1941. i početkom 1942. nije bilo mnogo onih koji su pristajali na aktivan otpor, osjećajući sve više egzistencijalnu ugroženost, veliki broj Srba iz potpapučkih sela priključio se partizanskim postrojbama.
Već u svibnju 1942. partizani su postali nekoliko puta brojnija snaga nego početkom godine, u stanju da napada ustaške posade u mnogim mjestima u kotaru Podravska Slatina. Svaki ovakav napad donosio je novo zarobljeno oružje kojim je bio naoružavan sve veći broj novih boraca. Ovakav razvoj događaja spriječio je ustaše da vrše masovne zločine nad srpskim seoskim stanovništvom u onoj mjeri u kojoj su to radili u nekim dijelovima Slavonije tijekom 1942., kao i na području čitave NDH tijekom 1941. i 1942. godine.